# Habrolepis aeruginosa
Habrolepis aeruginosa är en stekelart som beskrevs av Masi 1917. Habrolepis aeruginosa ingår i släktet Habrolepis och familjen sköldlussteklar.
Artens utbredningsområde är Seychellerna. Inga underarter finns listade i Catalogue of Life.